# Harvest Time
Harvest Time – drugi album studyjny Don Carlosa, jamajskiego wykonawcy muzyki roots reggae.
Płyta została wydana w roku 1982 przez londyńską wytwórnię Negus Roots Records. Nagrania zarejestrowane zostały w studiach Tuff Gong oraz Channel One w Kingston. Ich produkcją zajęli się Robert "Flacko" Palmer i Michael "Negus" Palmer. Album doczekał się kilku reedycji, wydanych przez Blue Moon Records (LP, 1987 oraz CD, 1999) oraz Don Carlos Records, własną wytwórnię wokalisty (CD, 2006).

## Lista utworów

### Strona A
1. "Fuss Fuss"
2. "I Love Jah"
3. "Harvest Time"
4. "In Pieces"
5. "White Squal"

### Strona B
1. "Magic Man"
2. "Young Girl"
3. "Music Crave"
4. "Hail The Roots"

## Muzycy
- Radcliffe "Dougie" Bryan - gitara
- Winston "Bo-Peep" Bowen - gitara
- Bertram "Ranchie" McLean - gitara rytmiczna
- Lloyd Parks - gitara basowa
- Robbie Shakespeare - gitara basowa
- Leroy "Horsemouth" Wallace - perkusja
- Sly Dunbar - perkusja
- Ansel Collins - keyboard
- Winston Wright - keyboard
- Robert Lynn - fortepian
- Franklyn "Bubbler" Waul - fortepian